# Капітан (футбол)

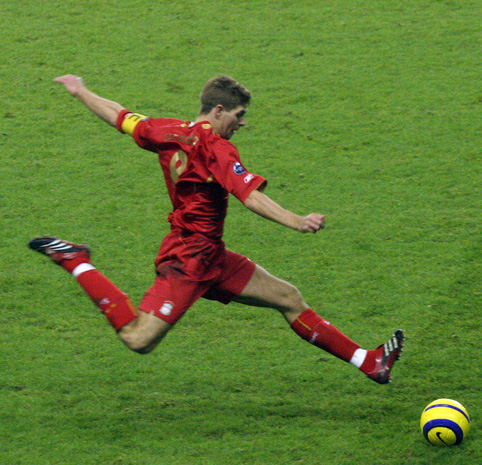
Капітан «Ліверпуля» Стівен Джеррард з капітанською пов'язкою на лівій руці.

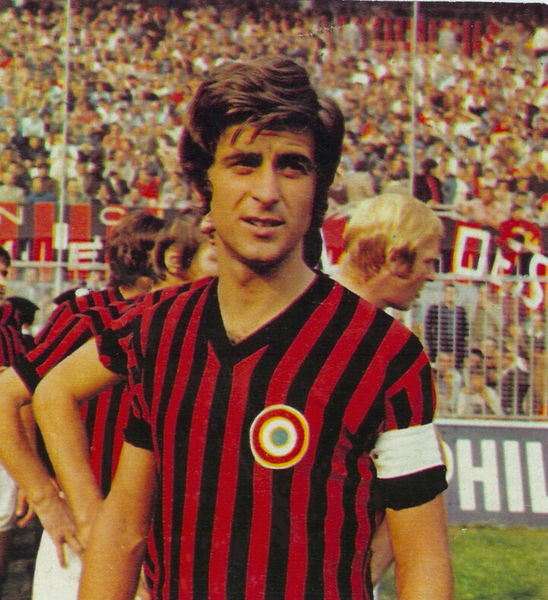
Капітан «Мілана» Джанні Рівера з капітанською пов'язкою і кокардою володаря Кубка Італії.

Капітан футбольної команди — футболіст, який виконує обов'язки лідера команди на полі під час матчу. Як правило, це найстарший чи найдосвідченіший гравець або гравець, який за своїми функціями на полі найсильніше впливає на хід гри. Капітан команди на полі звичайно відзначається нарукавною пов'язкою на лівій руці; коли капітан покидає поле до закінчення матчу, він звичайно передає пов'язку іншому гравцю, який вважається його заступником.

## Функції капітана
Згідно з футбольними правилами офіційним обов'язком капітана є брати участь у процедурі підкидання монети, яка виконується перед початком матчу для призначення командам воріт і визначення команди, що буде першою розігрувати м'яч, а також перед серією післяматчевих пенальті — також для визначення воріт і команди, що почне серію. Футбольні правила не надають капітану повноважень оспорювати рішення судді, але суддя може іноді звертатися до капітана з зауваженнями щодо поведінки команди в цілому. Традиційно вважається, що тільки капітан має право в особливих випадках звертатися до судді; інші гравці за балачки з суддею караються жовтою карткою.

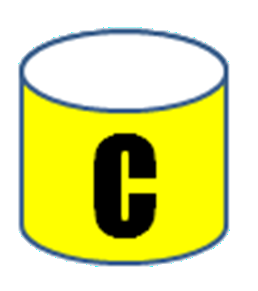
Капітанська пов'язка.

В молодіжному і аматорському футболі капітан часто виконує деякі обов'язки, які в професійному футболі належать до компетенції тренера, наприклад, приймає рішення про заміни гравців. Капітан відповідає за моральний стан команди під час гри і підбадьорює гравців у скрутних ситуаціях. Також капітан іноді виконує роль колективного спікера, спілкуючись з пресою від імені команди в цілому.
Капітан клубу звичайно обирається на весь сезон; якщо він не може грати чи не був включений тренером до складу команди на даний матч, обов'язки капітана виконує віце-капітан, якого призначають на одну гру.
Обрання капітана — одне з важливих рішень, які приймає тренер, і далеко не завжди капітаном стає найталановитіший у суто технічному плані гравець команди. Капітан має бути агентом тренера на полі, посередником між тренером і командою, провідником його вказівок і наказів під час гри. Також важливо, щоб капітан команди був популярним серед її вболівальників, мав з ними добрі стосунки і був серед них певною мірою харизматичною фігурою. Важливими якостями для капітана є самоконтроль і самодисципліна, рішучість і витривалість, здатність налагоджувати і підтримувати добрі стосунки з людьми, і при цьому бути розсудливим, орієнтованим на тактику гравцем.
Клубні капітани також виконують важливі обов'язки в команді поза грою, зокрема, у влаштуванні заходів, спрямованих на підвищення морального стану і єдності в колективі, а також у роботі з молодими і малодосвідченими гравцями.

### Віце-капітан
Віце-капітан (або капітан-помічник) — це гравець, який, як очікується, буде капітаном команди, коли капітан клубу не буде включений у стартовий склад на матч, або якщо під час гри капітан замінюється або видаляється з поля.
Подібним чином деякі клуби також призначають 3-го капітана, який візьме на себе роль капітана, коли і капітан, і віце-капітан недоступні.

## Капітани команд-переможцівчемпіонатів світу
- 1930  — Хосе Насассі (Уругвай)
- 1934  — Джанп'єро Комбі (Італія)
- 1938  — Джузеппе Меацца (Італія)
- 1950  — Обдуліо Варела (Уругвай)
- 1954  — Фріц Вальтер (Західна Німеччина)
- 1958  — Ілдералду Белліні (Бразилія)
- 1962  — Мауро Рамос (Бразилія)
- 1966  — Боббі Мур (Англія)
- 1970  — Карлос Альберто (Бразилія)
- 1974  — Франц Беккенбауер (Західна Німеччина)
- 1978  — Даніель Пассарелла (Аргентина)
- 1982  — Діно Дзофф (Італія)
- 1986  — Дієго Марадона (Аргентина)
- 1990  — Лотар Матеус (Західна Німеччина)
- 1994  — Дунга (Бразилія)
- 1998  — Дідьє Дешам (Франція)
- 2002  — Кафу (Бразилія)
- 2006  — Фабіо Каннаваро (Італія)
- 2010  — Ікер Касільяс (Іспанія)
- 2014  — Філіпп Лам (Німеччина)
- 2018  — Уго Льоріс (Франція)
- 2022  — Ліонель Мессі (Аргентина)